# Tommaso Spasari
Tommaso Spasari (Chiaravalle Centrale, 26 febbraio 1900 – Roma, 19 novembre 1971) è stato un avvocato e politico italiano.

## Biografia
Tommaso Spasari nacque a Chiaravalle Centrale in provincia di Catanzaro. Frequentò gli studi di Giurisprudenza fino a diventare avvocato, patrocinante alla Cassazione, appartenente fin dall'inizio all'Azione Cattolica fu uno dei fondatori della Democrazia Cristiana in Calabria.
Ricoprì le cariche di vicesindaco di Catanzaro e vicepresidente dell'Amministrazione provinciale, nonché di presidente dell'Istituto Statale Agrario dei consorzi riuniti di Bonifica di Catanzaro.
Dal 1944 al 1953 fu Segretario provinciale della Democrazia Cristiana catanzarese e nel 1953 fu eletto Senatore nel collegio di Catanzaro. Il suo impegno parlamentare si concentrò a salvaguardare i diritti del Mezzogiorno, con particolare attenzione alle infrastrutture e i trasporti: miglioramento dell'Autostrada del Sole, finanziamenti nei comuni calabresi, opere pubbliche in modo particolare quelle igieniche e idriche. Viene confermato al Senato anche dopo le elezioni del 1958, del 1963 e del 1968. 
Muore all'età di 71 anni, nel novembre del 1971 da senatore in carica, il suo posto a Palazzo Madama verrà ricoperto da Filippo Murdaca.
Il comune di Chiaravalle Centrale lo ricorda apponendo una lapide sulla facciata della casa natale.

## Fonti
- Annuario Politico Italiano, edizioni di Comunità, 1964
- Archivio Storico del Senato